# Galaxias platei
Galaxias platei és una espècie de peix teleosti de la família dels galàxids. Viu en aigües de l'Argentina (incloent-hi les Illes Malvines) i el centre i sud de Xile.